# Ufaratzta (chanson)
Ufaratzta (en hébreu : וּפָרַצְתָּ) est une mise en musique de Genèse 28:14. Le mouvement hassidique de Loubavitch adopte cette chanson, en la répandant à travers le monde. Une version plus récente est composée par Baruch Levine.

## Paroles en hébreu
וְהָיָ֤ה זַרְעֲךָ֙ כַּעֲפַ֣ר הָאָ֔רֶץ
וּפָרַצְתָּ יָמָּה וָקֵדְמָה וְצָפֹנָה וָנֶגְבָּה

## Translitération de l'hébreu
Vehayah zar'acha ka'afar ha'aretz
Ufaratzta yama vakedma vetzafona vanegba

## Traduction en français
Elle sera, ta postérité, comme la poussière de la terre
et tu déborderas au couchant (ouest) et au levant (est), au nord et au midi (Negev)